# لوران دي بالماس
لوران دي بالماس (بالفرنسية: Laurent de Palmas)‏ هو لاعب كرة قدم فرنسي في مركز الدفاع، ولد في 29 أكتوبر 1977 في ميراماس في فرنسا. لعب مع راسينغ فيرول ونادي ألميريا ونادي إلتشي ونادي كان ونيم أولمبيك.

## وصلات خارجية
- لوران دي بالماس على موقع رابطة كرة القدم الفرنسية للمحترفين (الإنجليزية)
- لوران دي بالماس على موقع قاعدة بيانات كرة القدم.إي يو (الإنجليزية)
- لوران دي بالماس على موقع عالم كرة القدم.نت (الإنجليزية)
- لوران دي بالماس على موقع AS.com (الإسبانية)